# Giovanni di Meißen
Giovanni di Meißen (Johann von Meißen in tedesco, Jan z Miśni in polacco), nato Johann Belger o Johann Franck (Jan Franko in polacco) e noto anche come Giovanni I di Varmia, (Meißen, 1300 circa – Lidzbark Warmiński, 30 luglio 1355) è stato un vescovo cattolico tedesco.

## Biografia
La famiglia di Giovanni era originaria del Margraviato di Meißen, nella cui capitale egli nacque attorno al 1300.
In giovane età, si recò in Italia per studiare all'Università di Bologna, presso la quale, nel 1324, conseguì la laurea nelle arti liberali. Tornato nella sua città natale, divenne chierico della diocesi di Meißen e a partire dal 1326 lavorò come notaio in Bassa Slesia e, in seguito, nello Stato dell'Ordine teutonico per conto del Gran Maestro dell'Ordine teutonico, Luther von Braunschweig.
Il 6 luglio 1334, divenne parroco di Frombork e canonico del capitolo della cattedrale della città, del quale nel 1346 fu nominato decano. Nel 1337 la sua sede parrocchiale fu trasferita a Chełmno.

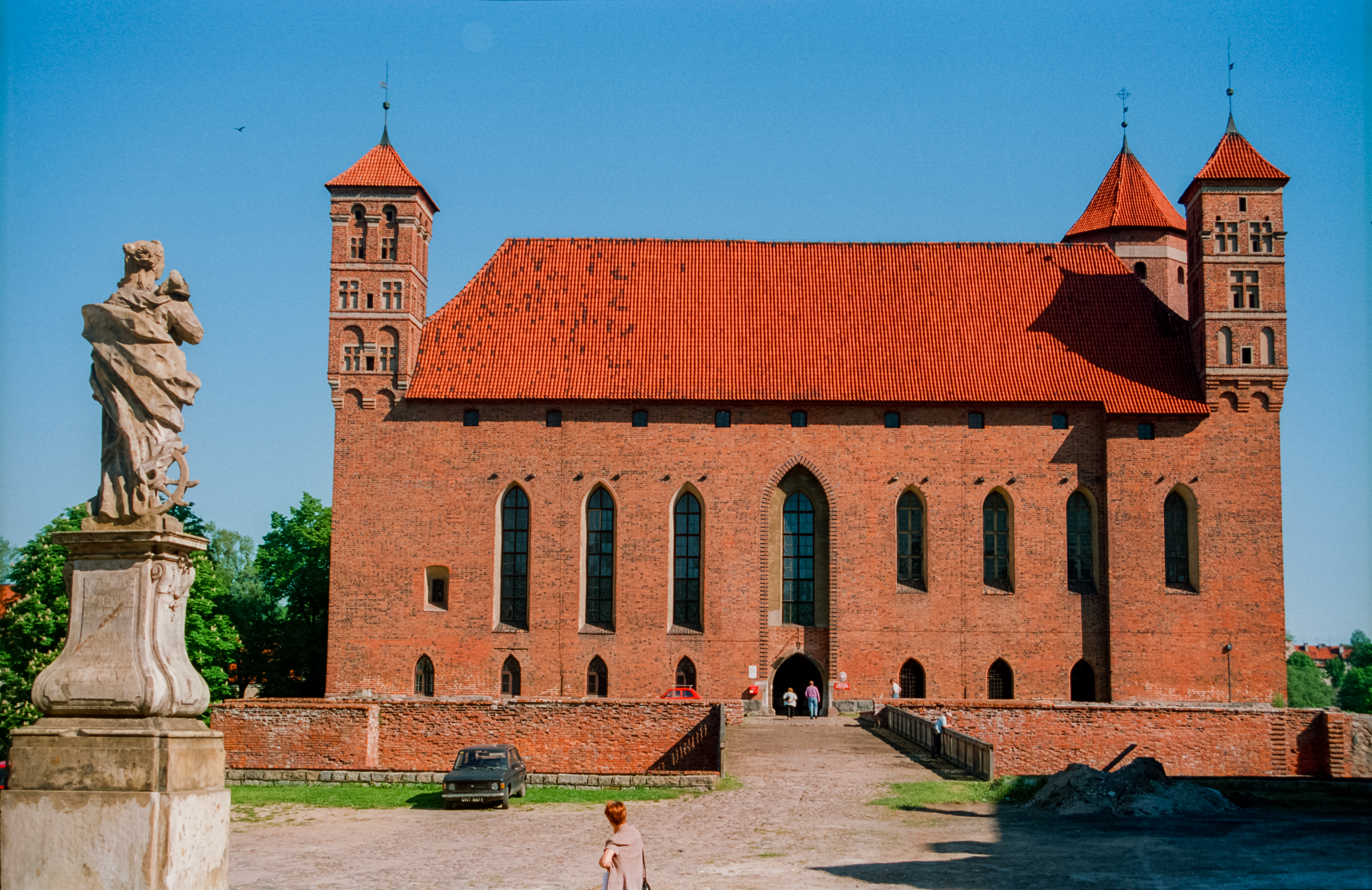
Il castello di Lidzbark Warmiński, fatto costruire da Giovanni di Meißen come nuova residenza vescovile

Alla morte del vescovo di Varmia Ermanno di Praga, avvenuta il 31 dicembre 1349, il capitolo diocesano elesse Giovanni come suo successore. L'Ordine teutonico, che avrebbe voluto imporre sulla diocesi un proprio candidato, si oppose inizialmente alla nomina, ma la decisione del capitolo fu confermata dall'arcivescovo di Riga, alla cui provincia ecclesiastica la Varmia apparteneva. Per ottenere l'approvazione di papa Clemente VI, Giovanni si mise in viaggio per Avignone, dove fu consacrato vescovo per mano del cardinale Bernardo d'Albi il 29 aprile 1350.
Durante il suo episcopato, Giovanni cercò sempre di mantenere buoni rapporti con l'Ordine teutonico (del quale probabilmente era anche entrato a far parte come terziario), tuttavia lavorò per ridurre progressivamente l'influenza che esso esercitava sui territori della sua diocesi. A questo scopo, diede il via alla costruzione di diverse fortificazioni: si videro dotare di un castello le città di Reszel, Jeziorany e soprattutto Lidzbark Warmiński, dove Giovanni trasferì la residenza episcopale, fino ad allora situata a Orneta. A partire dal 1353, concesse inoltre lo status di città ai centri di Olsztyn, Wolnica e Biesowo, ponendoli direttamente sotto l'autorità del capitolo diocesano.
Nel 1355 diede il via ai lavori di ricostruzione delle navate della cattedrale di Frombork, ma non poté vederli portati a termine, poiché morì il 30 luglio dello stesso anno.

## Genealogia episcopale
La genealogia episcopale è:
- Cardinale Bernardo d'Albi
- Vescovo Giovanni di Meißen